# دکترین یوشیدا

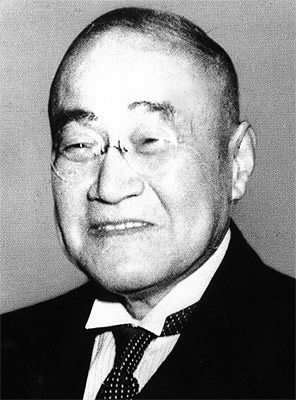
یوشیدا شیگه‌رو

دکترین یوشیدا به اهداف و طرح‌های یوشیدا شیگه‌رو در مورد سیاست ژاپن پس از جنگ جهانی دوم گفته می‌شود. یوشیدا اولین نخست وزیر ژاپنی پس از جنگ جهانی دوم بود. او جنگ جهانی دوم را یک شکست و انحراف تاریخی می شمرد و عقیده داشت که مهمترین عامل، عامل اقتصادی است و ژاپن بخاطر موقعیت جغرافیایی باید به آمریکا و بریتانیا که دارای تکنولوژی پیشرفته و اقتصاد غنی و روابط نزدیک تاریخی هستند تأکید نماید. ژاپن باید متعلق به حوزهٔ غیر کمونیست باشد و برای مقابله با کمونیسم حمایت امنیتی آمریکا لازم است. ژاپن یک کشور نسبتاً غربی است تا آسیایی و رویارویی با قدرت های استعماری آمریکا و بریتانیا عاقلانه نیست. دو عنصر اصلی دکترین یوشیدا اتکا به آمریکا و تاکید بر پیشرفت اقتصادی بود.